# مسجد سليمان باشا الخادم
مسجد سليمان باشا الخادم ويعرف باسم جامع سارية الجبل، تم انشاءه عام 1528م. ويقع داخل قلعة صلاح الدين الأيوبي أو قلعة الجبل، في أعلى جبل المقطم. أنشأه سليمان باشا الخادم أحد الولاة العثمانيين على مصر 1528 / 1529م. وتكمن أهمية هذا المسجد في أنه يعتبر أول المساجد التي أنشئت بمصر على الطراز العثماني.

## التصميم
بني مسجد سليمان باشا الخادم على أنقاض مسجد قديم لأبي منصور قسطه والي الإسكندرية في العصر الفاطمي سنة 535 هجرية 1141م. قبل بناء القلعة. ويتكون المسجد من قسمين قسم مغطى بقبة في الوسط تحيط بها أنصاف قباب مزينة بنقوش ملونة تتخللها كتابات متنوعة ويكسو جدرانه من أسفل وزرة من الرخام تنتهي بشريط من الخط الكوفي المزهر آيات قرآنية وبتوسط جداره الشرقي محراب ومنبر من الرخام. وبالجدار الغربي باب يؤدي إلى القسم الثاني.
والقسم الثاني هو عبارة عن صحن أوسط مكشوف فرشت أرضيته بالرخام الملون يحيط به أربعة أروقات تغطيها قباب محمولة على عقود ترتكز على أكتاف وبالجهة الغربية من الصحن قبة صغيرة بها عدة قبور عليها تراكيب رخامية ذات شواهد تنتهي بنماذج مختلفة لأغطية الرأس التي كانت منتشرة في ذلك العصر.

## الوصف
مسجد سليمان باشا يعتبر أول المساجد التي أنشئت بمصر على الطراز العثمانى فالجزء المسقوف منه مغطى بقبة في الوسط تحيط بها أنصاف قباب حليت جميعها بنقوش ملونة جميلة تتخللها كتابات منوعة ويكسو حوائطه من أسفل وزرة من الرخام تنتهى بطراز مكتوب به بالخط الكوفى المزهر آيات قرآنية وبوسط جداره الشرقي محراب رخامى، وللمسجد منبر من الرخام الأبيض المحلى بزخارف محفورة فيه وبالجدار الغربي باب يؤدى إلى صحن مكشوف فرشت أرضيته بالرخام الملون وأحيط بأربعة أروقة تغطيها قباب محمولة على عقود ترتكز عليها أكتاف بنائه، ويكسو حائط الرواق الشرقي منها وزرة من الرخام الملون، وقد ألحق بالصحن من الجهة الغربية قبة صغيرة بها عدة قبور عليها تراكيب رخامية ذات شواهد تنتهى بنماذج مختلفة لأغطية الرأس التي كانت منتشرة في ذلك العصر.
هذا وقد كانت قباب المسجد جميعها مكسوة بالقاشانى الأخضر والمنارة أسطوانية ذات تضليع ولها دورتان كل منهما تبرز عن البدن بواسطة مقرنصات متعددة الحطات وتنتهى من أعلى بمخروط تغطيه ألواح من القاشانى الأخضر وهذا الطراز من المآذن العثمانية ساد استعماله في أغلب المساجد التي أنشئت في العصر العثمانى.